# Luigi Settembrini (curatore d'arte)
Luigi Settembrini (Milano, 15 febbraio 1937 – Milano, 25 maggio 2025) è stato uno scrittore italiano, ideatore e curatore di progetti di arte contemporanea.

## Biografia
Discendeva dall'omonimo patriota e letterato e da Eduardo Scarpetta, tra i padri fondatori del teatro dialettale moderno.
Inizia la propria carriera come giornalista, prima come corrispondente de Il Tempo (1957-1959), poi come redattore ed inviato speciale de Il Giorno (1959-1969).
Tra il 1970 e i primi anni 80, dopo aver diretto alcune agenzie pubblicitarie, ricopre il ruolo di consulente per il marketing e la comunicazione di aziende internazionali come El Corte Inglés (Madrid), Grupo Pliana (Città del Messico), Formfit Rogers (New York) e Gruppo Finanziario Tessile (Torino).
Tra le operazioni culturali prodotte in quegli anni, collabora - sotto la direzione di Germano Celant - alla realizzazione dell'evento Il Corso del Coltello di Claes Oldenburg, Frank Gehry e Coosje van Bruggen (Venezia, Arsenale,1986 e, successivamente, Parigi, Centro Georges Pompidou, 1987 e New York, Museo Guggenheim, 1987).
Dalla fine degli anni '80 a quella degli anni '90 ricopre il ruolo di consulente generale per le strategie, la comunicazione e l'immagine del Centro di Firenze per la Moda Italiana e di Pitti Immagine, ideando oltre trenta progetti culturali che contribuiscono al rilancio del polo fiorentino della moda. Tra questi:
- la mostra "La Sala Bianca: la nascita della Moda Italiana", allestita da Luca Ronconi e Gae Aulenti (Firenze, Palazzo Strozzi, 1992; Parigi, Museo del Louvre, 1993);[3]
- la mostra "La Regola Estrosa, cento anni di eleganza italiana", allestita da Pierluigi Cerri (Firenze, Stazione Leopolda (Firenze), 1993);[4]
- la sezione relativa alla moda della mostra "The Italian Metamorphosis 1943-1968" (New York, Museo Guggenheim, 1994; Milano, Triennale di Milano, 1995; Wolfsburg, Kunstmuseum Wolfsburg, 1995);[5]
- la kermesse teatrale "G.A. Story", per la regia di Robert Wilson, in occasione del Summit dei Capi di Stato Europei (Firenze, Stazione Leopolda (Firenze), 1997);[6][7]

Valeria Pinchera, autrice e storica dei consumi all'Università di Pisa, nel suo saggio "La Moda in Italia e in Toscana" (Marsilio, ISBN  9788831799119, afferma "Soprattutto si deve a Settembrini l’innovativa impostazione che ha iniziato a legare le attività di Pitti a una inedita cultura della moda e della contemporaneità. Un dinamismo che contribuisce indubbiamente alla vitalità del sistema moda italiano sul mercato internazionale".
Nel 1996 è ideatore della biennale di Firenze "Il Tempo e la moda", di cui cura - insieme a Germano Celant, Ingrid Sischy e con la collaborazione di Franca Sozzani - la prima edizione.  Alla manifestazione dedicata al cross-over tra moda e arte, ale cui sette mostre (allestite, tra gli altri, da Arata Isozaki e Tatako Takashima, Denis Santachiara, Gae Aulenti, Pier Luigi Pizzi e Kazuvo Komoda) partecipano tutti i principali fashion designers e oltre cento artisti, tra cui Roy Lichtenstein, Jenny Holzer, Damien Hirst, Bruce Weber, Vito Acconci, Elton John, David Bowie, Rebecca Horn, Julian Schnabel, Mario Merz, Kiki Smith, Michelangelo Pistoletto e Nam June Paik). Oltre un milione i visitatori.
È ideatore del progetto della "Bienal de Valencia El Mundo Nuevo" di cui dirige le prime tre edizioni "Las Pasiones" (2001), "La Ciudad Ideal" (2003) e "Agua, sin ti no soy" (2005), le cui mostre sono state curate, tra gli altri, da Achille Bonito Oliva, Robert Wilson, Emir Kusturica, Sebastião Salgado, Irene Papas e Peter Greenaway.
Tra il 2000 e il 2009, chiamato da Manlio Armellini alla consulenza di Cosmit, progetta e dirige una serie di manifestazioni culturali in occasione delle rassegne del Salone Internazionale del Mobile, tra le quali:
- la mostra "Stanze e Segreti", a cura di Achille Bonito Oliva e allestita da Denis Santachiara (Milano, Rotonda della Besana, 2000);
- la mostra "Made in Italy?", a cura di Achille Bonito Oliva, Luca Ronconi, Gae Aulenti, Oliviero Toscani, Gaetano Pesce e Pier Luigi Pizzi (Milano, Triennale di Milano, 2001);
- la manifestazione "Il diavolo del focolare" (Milano, 2006), composta da una mostra alla Triennale di Milano, una performance della La Fura dels Baus e un'esibizione di monologhi teatrali proposti dalle attrici Irene Papas, Luciana Littizzetto e Maria Cassi;[20][21]
- la mostra "Camera con vista" sui cento anni (1900/2000) di arte, design e immagine italiani (Milano, Palazzo Reale (Milano), 2007);[22]
- la mostra "Magnificenza e Progetto" (Milano, Palazzo Reale (Milano), 2009).[23][24]

## Opere

### Romanzi e racconti
- Luigi Settembrini, Chiara Boni, Vestiti, usciamo, Mondadori, 1986, ISBN 9788804291541
- Oreste Del Buono, Gherardo Frassa, Luigi Settembrini, Gli Anglo-Fiorentini, una storia d'amore, Edifir, 1987
- Luigi Settembrini, A New York non si muore di vecchiaia, Rizzoli, 1980, ISBN 9788817666527
- Luigi Settembrini, Stanze e Segreti, memorie di un seduttore incerto, Albatros-il Filo, 2019, ISBN 8830607622.

### Saggi
- American dream (Mondadori Electa, 1992)
- La Regola Estrosa (Mondadori Electa, 1993)
- From Haute Couture to Prêt à Porter (Guggenheim Museum, 1994)
- A Sud della Passione, divagazioni di viaggio (Charta, 1995)
- La Biennale di Firenze: un progetto sulla contemporaneità (Skira, 1996)
- Visitors: ma gli alieni chi sono (Skira, 1996)
- Lezioni allo Sherry Netherland (Skira, 1996)
- Spazio Milano come e perché (Skira, 2000)
- Arte, virtud de la comunicación (Skira 2001)
- (Pre)concetti per una mostra (Skira, 2001)
- Moda e memoria (Skira 2001)
- Conversazione immaginaria (Skira, 2001)
- Firenze e la visibilità contemporanea (Charta, 2002)
- El Arte de ser Ciudad (Charta, 2003)
- Napoli: l’arte di essere città ha bisogno dell’arte (Mondadori Electa, 2005)
- Agua, sin ti no soy (Charta, 2005)
- L’arte e l’informazione contemporanee leve fondamentali del city marketing (Skira, 2006)
- Il diavolo del focolare (Electa, 2006)
- Milano, camera con vista o senza? (Skira, 2007)
- Un obbiettivo internazionale (Skira, 2009)